# Il fiore sulla pietra
Il fiore sulla pietra è un film sovietico del 1962 diretto inizialmente da Anatolij Slesarenko e completato da Sergej Paradžanov.
Il film si svolge nell'ambito di una cittadina mineraria del bacino carbonifero del Donec, nella attuale Ucraina ed affronta il tema del lavoro e della vita sociale dei minatori. Il titolo fa riferimento al raro fossile di un fiore trovato dai minatori e da essi esibito come trofeo, simbolo del loro lavoro umile ma fondamentale per l'economia sovietica. Oltre al tema del lavoro il film tocca il delicato argomento della religione nell'Unione Sovietica, descrivendo in maniera critica, ma non di definitiva condanna, le vicende di una setta pentecostale.

## Trama
Grigorij, baldo giovanotto e abile minatore, si sveglia in un letto d'ospedale dove è ricoverato per delle gravi ferite alla testa e poco a poco comincia a ricordare quello che gli è successo. Tempo addietro faceva parte di un folto gruppo di lavoratori inviati nella steppa della Donbass per creare una miniera di carbone e fondare una nuova cittadina mineraria. Grigorij nota subito la bella Ljuda, giovane e intraprendente del Komsomol, segretaria del direttore della miniera Varčenko. In pubblico Grigorij la corteggia spavaldamente, chiedendole addirittura di sposarlo, ma quando gli capita di trovarsi solo con lei diventa timido e schivo.
La storia di Grigorij e Ljuda si intreccia con le vicende di Christina, giovane adepta di una setta pentecostale inviata dal padre nella cittadina con lo scopo di fare proselitismo. Qui Christina viene accolta dall'ambiguo Zabroda, bibliotecario che svolge il suo compito con modestia e riservatezza mentre segretamente è il carismatico padre spirituale della setta. Le attività della setta sono contrastate dal direttore della miniera e da Ljuda, ma se quest'ultima appare risoluta nell'affrontare il problema, affermando di avere intenzione di «dare una bella lavata di testa» all'adepta Christina, dall'altro il direttore della miniera, più saggio ed esperto, si mostra più conciliante: «Nella setta lei ha trovato pace e amore, e tu vuoi farle questo?».
Christina fuggirà comunque dalla setta quando scoprirà che Zabroda, in combutta con suo padre, è invaghito di lei e vorrebbe sposarla, promettendole ricchezze terrene e mostrandole gli ori e i gioielli che tiene nascosti. Christina, scandalizzata, fuggirà dalla setta, che per reazione organizzerà una spedizione punitiva per picchiare il giovane Arsen, amato da Christina. Nella colluttazione verrà coinvolto Grigorij che rimarrà ferito.
Dopo questi fatti tumultuosi il direttore della miniera, pur mostrandosi rispettoso della libertà religiosa, ammonirà il padre spirituale a non interferire più con la vita della piccola comunità con le parole: «Tenetevi pure le vostre convinzioni, ma non avvelenate l'animo della gente». Il film si chiude con Ljuda che fa recapitare una bottiglia di latte al convalescente Grigorij, suo futuro sposo.

## Riferimenti all'attualità
Nel film sono presenti alcuni riferimenti a fatti di attualità nel momento in cui il film è stato realizzato. In una scena in macchina l'autoradio trasmette un notiziario in cui si parla degli esperimenti nucleari effettuati dagli USA, al tempo tema caldo nell'ambito della guerra fredda. Un riferimento all'impresa di Jurij Gagarin, primo uomo a volare nello spazio appena un anno prima della realizzazione del film, è affidato alle parole del minatore Griva che, mentre scende nel ventre della terra in un angusto ascensore assieme alla sua squadra, pronuncia la frase: «Come Gagarin ha conquistato lo spazio, noi conquistiamo il sottosuolo».